# Barbara Engleder
Barbara Engleder, född Lechner 16 september 1982 i Eggenfelden, är en tysk idrottare som tävlar i sportskytte. Vid de olympiska sommarspelen 2016 vann hon guldmedaljen i skytte med gevär över 50 meter i tre positioner.
Engleder har dessutom 2 guldmedaljer och 1 silvermedalj från olika världsmästerskapen, 4 guldmedaljer samt 2 silvermedaljer från Europamästerskapen samt en bronsmedalj från Europeiska spelen 2015.
Hon tillhörde laget som vid världsmästerskapen 2014 vann med nytt världsrekord.